# Melanichneumon townesi
Melanichneumon townesi là một loài tò vò trong họ Ichneumonidae.